# وزارة الخارجية (السويد)
وزارة الخارجية السويدية (بالسويدية: Utrikesdepartementet) هي الوزارة المسؤولة عن السياسة السويدية الخارجية.
مرحبا
اعانكم الله على خدمة المشردين والمظلومين 
طلب مساعدة عاجلة 
انا إسماعيل سامي النفار  فلسطيني اسكن في قطاع غزة في مدينة خان يونس وانا رب اسرة تتكون من زوجتي و 5 أطفال فقدنا كل مقومات الحياة من بيت وعمل وممتلكات وعانينا الكثير من الزل والتعب والجوع والتشريد ولم يبقا لنا أي شيئ  فبكل صعوبة انتقلنا قبل 10ايام على دولة مصر ونحن نطلب من دولتكم الموقرة ان تقدم لنا المساعدة في الوصول إلى اراضيها وان تقدم لنا مقومات الحياة لاأستطيع ان اطعم اولادي وان تقدموا لنا الأمن والأمان .
فكلي امل انكم لم تخزلوني وانكم تحافظوا على حقوق الإنسان 
فارجوكم ساعدوني .
رقم الموبايل  00201067544354

## تاريخ
تأسست وزارة الخارجية السويدية عام 1791 عندما أسس الملك غوستاف الثالث Konungens kabinett för den utrikes brevväxlingen أو (المجلس الاستشاري للملك للمراسلات مع القوى الأجنبية)، وفي عام 1840 تم تغيير الاسم رسمياً إلى تحرير وزارة الخارجية السويدية.